# Цона Спортива Пеце (Болцано)
Цона Спортива Пеце је насеље у Италији у округу Болцано, региону Трентино-Јужни Тирол.
Према процени из 2011. у насељу је живело 21 становника. Насеље се налази на надморској висини од 1045 м.